# 아오노 카에데
아오노 가에데(일본어: 青野 楓, 1992년 11 월 21일~)는 일본 여성 배우이자, 모델이다.